# Nowy Zambrzyków
Nowy Zambrzyków (prononciation : [ˈnɔvɨ zamˈbʐɨkuf]) est un village polonais de la gmina de Sobienie-Jeziory dans le powiat d'Otwock de la voïvodie de Mazovie dans le centre-est de la Pologne.
Il se situe à environ 4 kilomètres au sud de Sobienie-Jeziory (siège de la gmina), 25 kilomètres au sud d'Otwock (siège du powiat) et à 42 kilomètres au sud-est de Varsovie (capitale de la Pologne).
Le village compte approximativement une population de 50 habitants.

## Histoire
De 1975 à 1998, le village appartenait administrativement à la voïvodie de Siedlce.